# No Sleep (Martin Garrix)
No Sleep è un singolo realizzato dal dj e produttore olandese Martin Garrix, in collaborazione con il cantante e scrittore svedese Kristoffer Fogelmark conosciuto come Bonn. Il brano è stato pubblicato il 21 febbraio, con le labels Stmpd Rcrds e Epic Amsterdam. Garrix e Bonn hanno già collaborato al singolo High on Life, pubblicato a luglio 2018

## Descrizione
Nel gennaio 2019, Garrix durante un'intervista radiofonica con Capital Fm, annuncia che rilascerà a fine Febbraio una seconda collaborazione con Bonn, rivelando che sarà un follow-up per High On Life. Una settimana prima rivela la data del brano e il titolo. Garrix aggiunge che la realizzazione del brano e nata dopo aver scritto i testi di High On Life insieme a Bonn e Albin Nedler e presentato l'anno prima al Tomorrowland e all'Electric Nation per la prima volta, erano così entusiasti che non riuscendo a dormire la notte per il brano, hanno scritto e realizzato il singolo senza fermarsi.

## Video musicale
Il video musicale è stato pubblicato insieme al singolo. Il video musicale descrive i momenti passati insieme ai suoi amici durante il tour americano, senza fermarsi.